# Folklore acadien
Jusqu'à la fin du XIXe siècle, l'isolement de l'Acadie a permis de préserver un folklore varié, transmis de génération en génération.

## Histoire
Les ancêtres des Acadiens  provenaient principalement de l’ouest de la France, de Touraine, d'Aunis, Saintonge, Charente, Bas-Poitou (future Vendée). Ils venaient également de Bourgogne, de Haute-Bretagne, du Pays basque ou Paris etc. Les auteurs du XVIIe au XIXe siècle sont quelque peu avares de commentaires sur le folklore acadien. On sait toutefois que le folklore et d'une manière générale la culture acadienne se sont développées au contact des Amérindiens puis des Canadiens français, des Écossais, des Irlandais et des marins français de passage ou désertant leurs bateaux.
Le folklore est en quelque sorte méprisé par l'élite jusqu'à ce que le journal L'Évangéline publie à partir de 1939 une chronique sur les chansons acadiennes par Thomas LeBlanc et qu'Anselme Chiasson et Daniel Boudreau publient le recueil Chansons d'Acadie entre 1942 et 1956. Des chercheurs étrangers se sont dès lors intéressés au folklore acadien, tôt imités par les Acadiens eux-mêmes. L'Université de Moncton enseigne le folklore depuis 1966 et son Centre d'études acadiennes, comme l'Université Laval, possèdent d'importantes collections dédiées à ce sujet. La collection la plus importante de légendes, au nombre de 20 000, a été répertoriée entre 1973 et 1982 par Catherine Jolicoeur.
Les chansons traditionnelles sont maintenant présentes dans les médias et les spectacles ; ces mêmes chansons ont contribué à lancer les carrières d'Édith Butler et d'Angèle Arsenault. Le folklore a également inspiré de nombreux auteurs, dont Antonine Maillet.

## Cycle de la vie
Selon le folkloriste français Arnold van Gennep, un rite de passage compte trois stades : la fin d'une étape, l'étape transitoire entre deux étapes (par exemple les fiançailles) et la renaissance. Chez les Acadiens, c'est surtout le mariage et la mort qui sont marqués par des rites de passage.

### Grossesse et accouchement

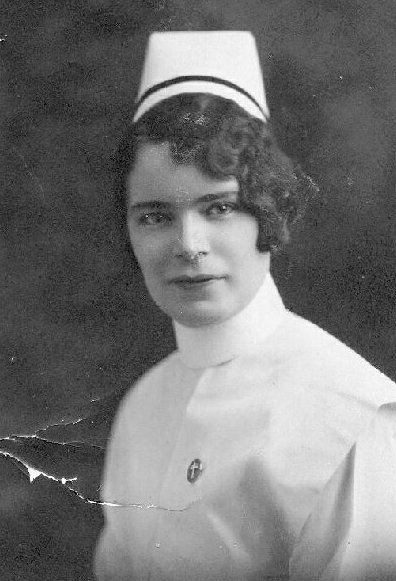
Édith Pinet

La tradition veut qu'une femme travaille presque jusqu'au jour de la naissance du bébé, sauf lorsque le risque d'une fausse couche est présent. Dans ce cas, une femme restait alitée, et l'un des remèdes consistait à installer une soucoupe remplie d'ail sur son ventre.
Les enfants sont gardés dans l'ignorance de la grossesse et l'alitement de la mère est justifié par une « jambe cassée », et au Nouveau-Brunswick la raison donnée est le passage des Amérindiens ou de la Mi-Carême. Le jour de l'accouchement, les enfants sont envoyés chez des parents et ont leur fait croire que le bébé a été trouvé dans le foin, dans un étang, dans le bûcher, dans une source, dans une souche ou sous une feuille de chou. Dans certaines régions, l'explication donnée est plutôt que les « Sauvages », la mi-carême, la sage-femme ou le docteur ont apporté le bébé.
Autrefois, la sage-femme restait auprès de la mère pendant deux ou trois jours. De nos jours, 88 % des Canadiennes reçoivent des soins prénataux à l'hôpital et la plupart y donnent naissance. La profession de sage-femme a toutefois été reconnue officiellement en 2008 au Nouveau-Brunswick. Une sage-femme s'étant distinguée est Édith Pinet (1904-1999).
Les relevailles n'ont lieu qu'une dizaine de jours après l'accouchement, après quoi la mère reprend peu à peu ses occupations. Le baptême se fait dans la simplicité, les cloches de l'église ne sont pas sonnées et aucune fête n'a lieu à la maison.

### Enfance
Les cheveux de l'enfant ne sont pas coupés avant l'âge d'un an, pour l'empêcher de devenir un idiot, alors qu'on l'empêche de se voir dans un miroir afin d'éviter qu'il ne devienne orgueilleux.
Des jeux éducatifs lui sont enseignés dès qu'il peut les comprendre. Les enfants jouent plus tard à de nombreux jeux qu'on retrouve aussi entre autres au Québec mais sous d'autres noms : le ballon prisonnier, les quatre-coins, le colin-maillard, à cache-cache, au bouton et à l'anguille-brûlée. Les jeux sont souvent accompagnés de chants, surtout chez les filles. Les devinettes, les énigmes, les vire-langue et les comptines sont aussi appréciées des enfants ; elles ont souvent leur équivalent dans le reste de la Francophonie.

### Adolescence
Avant le développement de l'industrie au XXe siècle, les filles restent à la maison pour aider la famille ou travailler aux champs. Par contre, elles se font parfois embaucher comme servantes. Les garçons s'adonnent eux aussi aux travaux de la ferme ou sinon à la coupe du bois de chauffage et, près de la mer, à la pêche avec leur père. Vers la fin du XIXe siècle, de plus en plus de jeunes hommes partent travailler ailleurs, tout d'abord dans les chantiers forestiers.
Autrefois, le manque de loisirs poussent de nombreux jeunes à jouer des mauvais tours ; l'évêque de Québec a même dû intervenir lorsque les dommages sont devenus importants. Certaines localités sont reconnues pour leur « tireux de roches ». La tradition des mauvais coups subsiste à l'Halloween. Dans certaines localités, les jeunes font du toilet papering (acte de dérouler des rouleaux de papier de toilette dans les arbres ou sur la voie publique) ou incendient des voitures. Il arrive même que les policiers se laissent lancer des œufs dans l'espoir de réduire le vandalisme.

### Fréquentations
Les fréquentations sont surveillées de près par la plupart des parents jusqu'au début du XXe siècle. Une jeune fille ne sort alors pas sans son chaperon, et les fréquentations n'ont lieu que dans sa maison. Le garçon ne peut visiter sa « blonde » qu'aux « bons soirs » et ne doit d'ailleurs pas s'asseoir n'importe où ni prêter attention à sa blonde. Le lancer d'une allumette ou d'une brindille signifie à la fille qu'elle peut rejoindre le garçon à l'écart. Lorsqu'elle n'est pas intéressée, elle lui fait un signe subtil. Les fréquentations sont généralement courtes et la grande demande a lieu lorsque le garçon invite les parents de sa blonde, souvent dans une chambre à l'écart. Il existe parfois une formule fixée pour la demande, par exemple aux îles de la Madeleine. Le garçon peut offrir un cadeau à ses futurs beaux-parents, par exemple des raisins.

### Mariage
Les parents des futurs époux s'entendent avec le curé pour les préparatifs du mariage. Il n'y a pas à proprement parler de dot mais la mariée peut recevoir différents objets ou des animaux de ferme de sa famille, selon ses moyens. Le mariage a souvent lieu en hiver, une pause dans les travaux saisonniers. Il n'a jamais lieu durant le carême ni durant l'Avent. À Chéticamp, il a souvent lieu le mardi matin après le jour des rois.
Au début du XIXe siècle, les mariés ne portent que leur costume du dimanche décoré de rubans et de cocardes. La carriole les transportant à l'église peut aussi être décorée de rubans. Au cours du XXe siècle, les pères du marié et de la mariée remplacent les garçons et les filles d'honneurs à titre de témoins de la cérémonie. Anciennement, les mariés sont salués par des coups de mousquets. La mariée peut aussi être « volée » symboliquement lors d'un enlèvement simulé.
Le dîner de noces a généralement lieu chez les parents de la mariée alors que le souper et la veillée ont lieu chez ceux du marié. La prestation de chansons dites de la mariée ou du jour du mariage est de mise. Une danse suit le repas ; autrefois, c'était souvent la seule circonstance ou le prêtre permettait à la population de danser. À minuit, les mariées serrent la main des invités et vont se coucher, alors que la danse peut durer jusqu'au matin. Le voyage de noces est une habitude datant du XXe siècle.
Le souper et la veillée sont considérés comme indispensables et, lorsqu'il n'y en a pas, ou lorsque le mariage est réprouvé, la sanction populaire est un charivari, qui peut durer des jours ou même des semaines jusqu'à ce que le couple invite les tapageurs à prendre un coup. La tradition du charivari perdure au Sud-est du Nouveau-Brunswick.
Par le passé, si le marié était le fils cadet, il restait chez ses parents avec son épouse. Il prenait soin de ses parents, qui l'aidaient et qui lui léguaient généralement leurs biens.

### Vieillesse et mort
Avant la construction des résidences pour personnes âgées ou handicapés durant la seconde moitié du XXe siècle, les paroisses ou les conseils veillaient à ce qu'ils soient hébergés lors de la « vente des vieux », un encan ayant lieu sur le perron de l'église. À leur mort, leurs biens sont aussi vendus à l'encan afin de financer leurs funérailles.
Il est de coutume de veiller le mort durant deux nuits consécutives. Son corps est couvert d'un drap blanc et d'un mouchoir et exposé sur des planches. Le cercueil des enfants est recouvert de blanc et ceux des adultes, de noir. Le deuil peut durer jusqu'à un an et demi. La veuve s'habille alors de noir tandis que le veuf porte un brassard de crêpe noir. À Memramcook, le deuil fait suite à un demi-deuil, où les veufs évitent de porter des couleurs vives.
Le cercueil est déposé au cimetière, on plante un croix temporaire en bois, souvent remplacée par une pierre tombale. Le sol autour de la fosse est entretenu durant des années. En Nouvelle-Écosse, l'herbe est enlevée et la fosse est ornée de galets blancs trouvés sur la plage, généralement disposés en forme de croix entourée d'un cercle.

## Généalogie
L'enfant reçoit souvent le nom du saint ou de la sainte du jour de son baptême, ou encore des noms bibliques. Historiquement, seul le prénom est utilisé dans la vie courante, le nom de famille ne servant que pour l'état civil, la correspondance ou les étrangers. Pour différencier les gens, on décline le nom du père et souvent du grand-père : par exemple, Simon à Jean à Thomas ou Abraham à Jacques à Pierre. Un nom de guérisseur est donné au septième enfant de la famille ; on croyait qu'il pouvait guérir certains mots du simple toucher.

## Calendrier
Les Acadiens utilisent le calendrier grégorien. Il s'apparente beaucoup au calendrier religieux, notamment grâce à la christianisation d'anciennes fêtes païennes. Celui-ci compte une saison végétative, autrement dit lorsque le temps est clément, intense en activité et donc peu propice aux festivités, ainsi qu'une saison morte, durant l'hiver, où ont lieu la plupart des festivités. Les principales fêtes sont le jour de l'An, les Rois, la Chandeleur, les jours gras et la mi-carême, soit toutes celles situées entre Noël et Pâques. Des fêtes ont perdu leur popularité au fil du temps alors que de nouvelles sont apparues. À noter que Chiasson et al. considèrent que les événements agraires entrent dans la catégorie de la culture matérielle.
Les gens de Chéticamp avaient l'habitude d'utiliser deux datations pour les années, soit celles du calendrier grégorien puis une autre basée sur des événements extraordinaires, ayant souvent rapport à la mer. Il y avait par exemple l'année du raque à Moïse, en 1861 (de l'anglais wreck, naufrage), où des marins ont trouvé un bateau naufragé près de l'île d'Anticosti.

### Veille du Jour de l'an
À Chéticamp, on dit qu'on « enterre la vieille année », au Sud-ouest de la Nouvelle-Écosse on « tue la vieille année » alors qu'aux îles de la Madeleine ont « enterre le cul de l'an ». Les adultes veillent souvent jusqu'après minuit au 31 décembre. Les familles et les amis se réunissent souvent pour jouer aux cartes et chanter puis ils se serrent la main en se souhaitant la bonne année à la fin de la veillée. La nouvelle année peut être marquée par des coups de feu. À Chéticamp et aux îles de la Madeleine, on « bat la vieille année », une tradition qui consiste à se réunir avec des bâtons et frapper les coins des maisons au signal donné.

### Jour de l'an
Il est de mise de serrer les mains et de se souhaiter « Une bonne et heureuse année et le paradis à la fin de vos jours » le plus tôt possible. Au Sud-est du Nouveau-Brunswick, en Nouvelle-Écosse et aux îles de la Madeleine, et d'une manière générale chez les gens d'ascendance écossaise, la superstition veut que le premier visiteur à pénétrer dans une maison soit un jeune homme, souvent un voisin attiré avec de l'argent, des biscuits ou des bonbons. Ne pas respecter cette coutume, en faisant tout d'abord entrer une fille, attirerait la malchance sur la famille. À Chéticamp, les garçons cognent aux portes avec un marteau de bois fabriqué pour l'occasion. Dans cette ville, ce n'est pas au 31 que l'on tire du fusil mais le 1er à midi, une tradition commune aux Allemands de la région.
La bénédiction paternelle est originaire du Québec et se pratique surtout en périphérie de cette province ; une campagne de valorisation en 1935 n'a pas réussi à répandre cette tradition.
Dans certaines localités, les gens ont toujours pour tradition de se pardonner mutuellement leurs torts. Des Acadiens étrennent aussi des vêtements neufs dans l'espoir d'en porter toute l'année. Les enfants souhaitent la bonne année à leur parrain et leur marraine et reçoivent des bonbons, de l'argent ou des naulets, des sortes de biscuits sucrés en forme de personnages.

### Les Rois
Le jour des Rois correspond en fait à la fête chrétienne de l'Épiphanie. Un gâteau des Rois est alors partagé. Au Nouveau-Brunswick, la personne qui retrouve le jonc se mariera, celui qui obtient la médaille aura une vocation religieuse et celui qui trouve le bouton restera célibataire. En Nouvelle-Écosse, c'est une galette destinée aux filles uniquement, ne contenant qu'une fève présageant une vie de célibat. À l'Île-du-Prince-Édouard, au Madawaska et dans d'autres localités du Nouveau-Brunswick, les objets cachés dans le gâteau, normalement une fève pour une fille et un fayot pour un garçon, servent plutôt à élire et roi et une reine, qui doivent ensuite présider la soirer et ouvrir la danse. À l'Île-du-Prince-Édouard, c'est une véritable cour qui est recréée, avec des valets et des habits royaux.

### Chandeleur

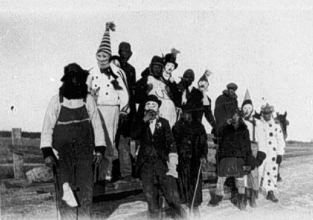
La quête de la Chandeleur à Barachois en 1932. Crédit: Centre d'études acadiennes Anselme-Chiasson.

Le nom de Chandeleur fait référence à la bénédiction des chandelles à l'église. Dans certaines localités acadiennes, c'est la principale fête de l'année. Des groupes de personnes parcourent leur village lors de la « quête de la Chandeleur » afin de recueillir des victuailles en préparation d'un grand souper devant avoir lieu dans une maison choisie le 2 février. La quête de la Chandeleur compte en général un chef portant un bâton nommé escaouette, parfois surmonté d'un coq, d'un cerceau ou de rubans, selon les régions. Les coureurs peuvent être déguisés ou non, ou même porter de vieux vêtements. Lorsqu'ils sont accueillis dans une maison, ils peuvent faire la danse de l'escaouette, ou chanson de l'escaoutte:
« Monsieur, madame mariées,

N'ont pas encore soupé.

Va dans ton quart

Me chercher du lard

Va dans ton baril (ou grenier)

Me chercher de la farine. »
À noter que le Théâtre l'Escaouette, à Moncton, est nommé selon cette danse. Les coureurs recueillent les victuailles dans un sac et quittent la maison en chantant, sur l'air du cantique O Filii et Filiae, les paroles suivantes :
« En vous remerciant mes gens d'honneur

D'avoir donné pour la chandeleur

Un jour viendra

Dieu vous l'rendra. Alléluia! »
La Chandeleur disparait au milieu du XXe siècle mais est rétablie avec succès en 1974 à Cap-Saint-Georges et en 1986 à Memramcook. Le souper communautaire, auquel sont seulement invitées les familles ayant donné de la nourriture, peut inclure toutes sortes de plats mais presque toujours des crêpes. En fait, quoique la Chandeleur n'a pas été célébrée dans toutes les localités acadiennes, le souper de crêpes est très répandu. En Nouvelle-Écosse, les gens ont l'habitude de revirer sa crêpe dans la poêle en la lançant en l'air ; la personne qui la renverse par terre doit la manger telle qu'elle, à quatre pattes et sans se servir de ses mains. Au Nouveau-Brunswick, on installe un objet dans la crêpe, comme dans le gâteau des Rois : un jonc annonce un mariage, un bouton le célibat, une pièce de monnaie la richesse et un morceau de tissu la pauvreté. Le festin est suivi d'une danse. La nourriture restante est distribuée aux familles dans le besoin. La Chandeleur marque la fin de l'hiver et, autrefois, les Acadiens en profitaient pour faire l'inventaire de leurs réserves de nourriture. Le printemps approchant, cela explique les dictons : « à la Chandeleur, la neige est à sa hauteur » et « à la Chandeleur, les jours rallongent de trois quarts d'heure ».

### Saint-Valentin
À l'origine, les Acadiens s'envoyaient des cartes de manière anonyme, souvent pour exprimer la sanction populaire, la satire, rappeler les manies du destinataire ou pour se venger. La carte comprend souvent une caricature ou des dessins accompagnés d'un court texte. Depuis 1935, il est plutôt de mise d'échanger des cartes de vœux d'amour ou d'amitié.

### Jours gras
Le dimanche, le lundi et le mardi - ou mardi gras - qui précèdent le carême sont une occasion de fêter ; à l'Île-du-Prince-Édouard, la célébration dure toute la semaine. Il était de mise de faire la veillée en dansant, en chantant, en jouant aux cartes, en rendant visite et en buvant de l'alcool ; il arrivait souvent que des gens en abusaient. Au Nord du Nouveau-Brunswick, les enfants se déguisaient et passaient d'une maison à l'autre pour collecter de la tire ou des bonbons, une coutume identique à certaines régions du Québec. Lors du festin du mardi gras, on mange du pâté à la râpure, des poutines râpées ou des crêpes, selon les régions. La chanson « Mardi gras, va-t-en pas, je ferai des crêpes et t'en aura » accompagne ce plat.

### Carême
Le carême commence au mercredi des cendres et dure quarante jours. Le jeûne du carême était à l'origine très sévère, ne permettant que deux onces de pain au déjeuner, un repas complet au diner et une collation en guise souper. La consommation de viande est tout d'abord interdite mais de nos jours les pratiquants ne doivent pas en manger le mercredi et le vendredi. De plus, certaines personnes s'abstiennent de consommer des sucreries ou essaient d'arrêter de fumer. Certaines familles très pieuses ajoutent un chapelet récité en commun le matin, vont le plus souvent possible à la messe, participent au chemin de croix du vendredi et chantent le chant de la Passion de Notre-Seigneur.

### Mi-carême

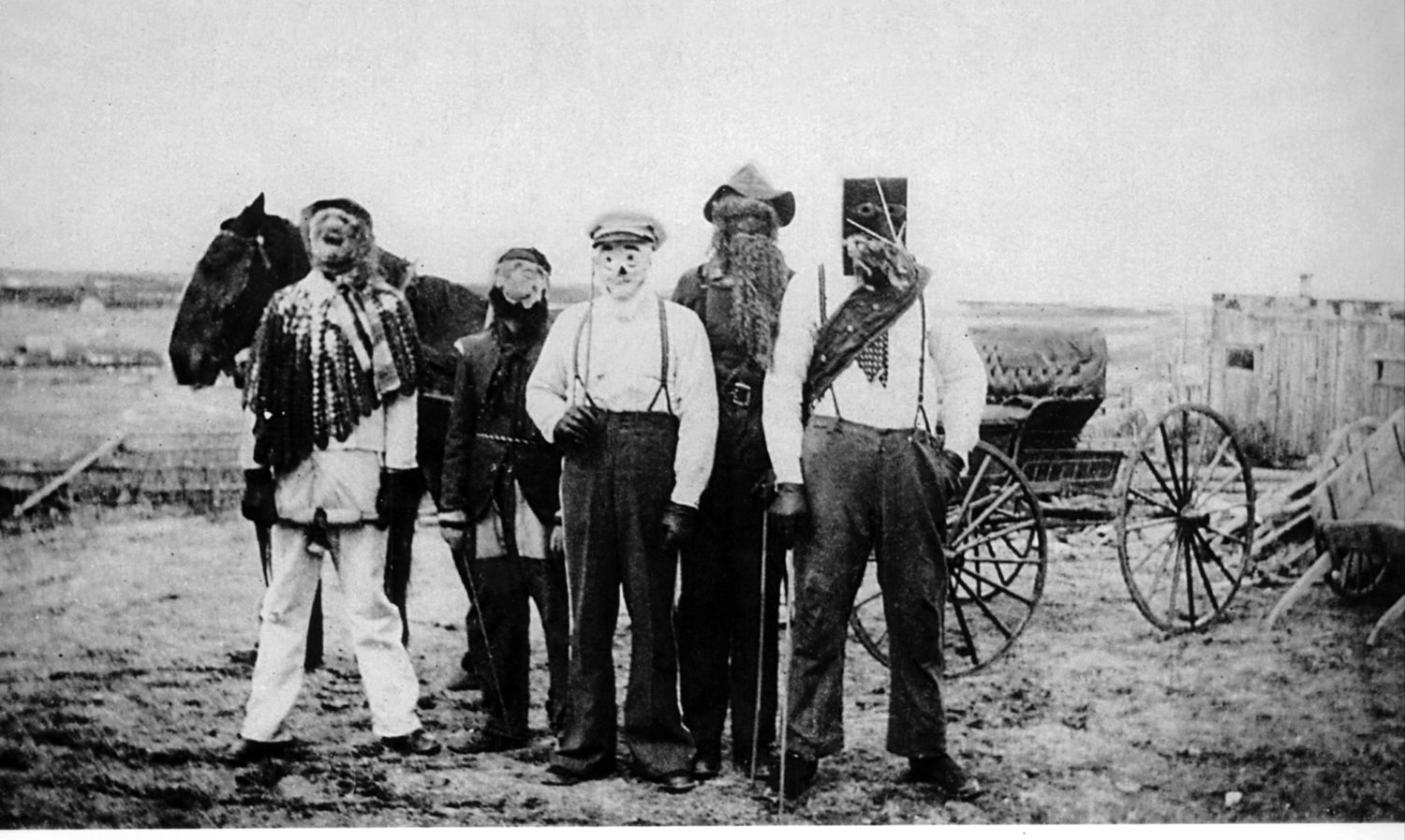
Une troupe de la mi-carême à Saint-Joseph-du-Moine en 1930. Crédit: Collection Centre de la Mi-Carême

La mi-carême est souvent plus populaire que les jours gras. Les jeunes, entre autres, s'habillent de costumes de leur propre fabrication, se couvrent le visage d'un masque, s'arment d'un bâton et vont courir la mi-carême. Ils vont ainsi de maison en maison, en dansant, faisant des gestes et même parlant tout en tentant de ne pas se faire reconnaître. Dans certaines localités, c'est l'occasion de récolter des fonds pour les pauvres, tandis que c'est l'aspect ludique qui compte en Nouvelle-Écosse. Dans le comté de Kent, la veille de cette journée s'appelle la petite mi-carême, où les enfants vont de porte en porte pour récolter des friandises. Dans le comté de Westmorland, à l'Île-du-Prince-Édouard et dans certaines localités de la Nouvelle-Écosse, c'est plutôt la vieille mi-carême, une femme âgée, qui distribue les friandises, ne portant qu'un bâton et un drap sur son visage pour cacher son identité.
Plusieurs membres du clergé ont interdit la mi-carême au début du XXe siècle où l'ont déplacée lors des jours gras ; son déclin peut aussi être expliqué par la démocratisation de l'automobile. La mi-carême ne survit qu'à Chéticamp, où elle dure désormais une semaine.

### Premier avril
Il est courant de « faire courir le poisson d'avril » en faisant marcher une personne, au moyen de blagues telles que « Un chevreuil au bord du bois! ». Lorsque la personne se fait prendre, on lui dit « Poisson d'avril! » ou « largue ta ligne! ». C'est en fait une tradition répandue dans plusieurs pays.

### Dimanche des Rameaux
Le dimanche précédant Pâques, les gens vont faire bénir des rameaux à l'église en souvenir de l'entrée du Christ à Jérusalem. Les rameaux sont faits de plantes se conservant longtemps, comme des têtes de pin ou de sapin, et sont ensuite distribuées partout dans la maison et ses dépendances ainsi que sur les bateaux, la croyance voulant qu'ils protègent de la foudre, du démon, du feu et des sorciers.

### Vendredi saint
Le vendredi saint donnait lieu à un jeûne très strict chez les Acadiens, certaines familles ne mangeant pas de la journée et forçant même leurs animaux à ne pas manger. Certaines respectaient également le silence de midi à trois heures. Il fallait aussi éviter de faire boucherie et de chasser, le tout dans le respect du sang du Christ. Les pêcheurs en mer notaient la direction du vent pendant la lecture de la Passion car ils savaient que cette direction allait être la même durant les trois quarts de l'année.

### Pâques
Pâques marque l'arrivée du printemps et le passage aux fêtes estivales, de nature religieuse et ne permettant que des réjouissances à la suite des corvées. Dans le comté de Kent et à Pomquet, vers minuit la veille de Pâques, de petits groupes de personnes vont aux portes « chanter des Alléluia » sur l'air du cantique O Filii et Filiae :
Réveillez-vous gens qui dormez.
Notre-Seigneur est ressuscité.
En Galilée vous le verrez.
Alléluia !
Dans l'ancien village de Claire-Fontaine, les gens emportaient plutôt leurs fusils décorés de rubans et tiraient en l'air après avoir chanté :
Alléluia, carême s'en va.
Réveillez-vous nous faire cuire des œufs.
Si vous nous faisez [sic] cuire des œufs pourris
Le Bon Dieu vous punira.
Les occupants de la maison doivent alors se réveiller et servir des œufs ou du rhum. Cette coutume a disparu au début du XXe siècle.
Au matin de Pâques, il faut puiser  à contre-courant de l'eau de Pâques ; on considère qu'elle ne se corrompt pas et qu'elle est médicinale. Dans le Sud-ouest de la Nouvelle-Écosse, cette formule est récitée en la puisant : « Bénie soit cette eau, qui guérit tous les maux ». Cette tradition s'est maintenue longtemps et existe toujours au Nord-ouest du Nouveau-Brunswick.
La croyance veut que le Soleil est plus brillant et danse le matin de Pâques ; certaines personnes se lèvent très tôt dans l'espoir d'observer le phénomène.
Les poules ne pondent pas durant l'hiver mais si elles pondent avant Pâques, les œufs sont conservés pour le matin de cette fête ; cela donne lieu à un festin, même à des concours. La tradition de la décoration des œufs de Pâques est bien implantée, en utilisant à l'origine des substances naturelles comme du lichen ou des pelures d'oignons.

### Fêtes printanières
La fête des petits oiseaux tire son origine de l'ancienne Acadie, alors qu'un missionnaire proclame une journée de jeûne et de prières pour éloigner les oiseaux mangeant les semences dans les champs. Cette fête est célébrée surtout au Sud-est du Nouveau-Brunswick jusqu'au début du XXe siècle et à Memramcook jusque dans les années 1940. La fête des neiges a lieu quant à elle lors d'un hiver particulièrement long et consiste à prier pour demander une intervention divine. Au XIXe, les deux fêtes furent fixées au lundi de la Quasimodo, soit huit jours après Pâques. Une autre fête consistait à faire bénir un sac de semences à l'église, soit le jour de la Saint-Marc (25 avril) ou durant les trois jours des Rogations, en mai.

### Première neige de mai
La croyance veut que la première neige du mois de mai, consacrée à Marie, puisse guérir de nombreux maux, notamment les maux d'yeux ; des gens ramassent donc plusieurs bouteilles d'eau de mai

### Fête-Dieu
Une procession solennelle du saint sacrement a lieu le dimanche suivant la Fête-Dieu. Le parcours est balisé de sapins, de drapeaux et de banderoles tandis que deux reposoirs sont fabriqués devant des résidences ou en plein champ. Les participants à la procession récitent cantiques et chapelets, tandis que les associations et congrégations présentes arborent leurs étendards ou leur bannière.

### Bénédiction des bateaux

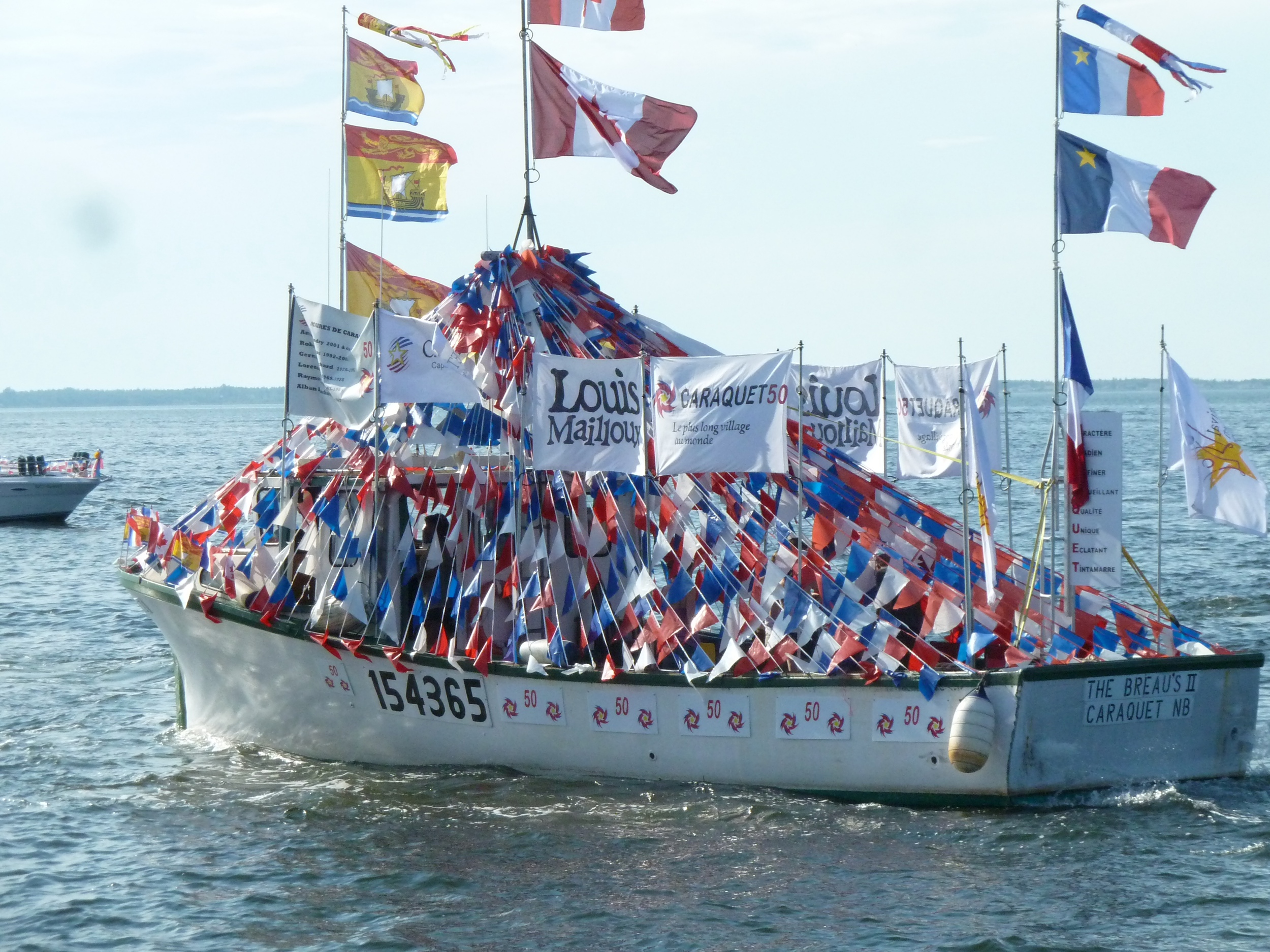
La bénédiction des bateaux à Caraquet.

La bénédiction des bateaux a lieu à l'été depuis les années 1930, parfois à l'occasion de la fête de la sainte Anne - le 26 juillet - mais en général durant le festival acadien local. Tous les bateaux de la région sont alors pavoisés de drapeaux et de banderoles. À Cap-Pelé, le meilleur pêcheur est couronné roi. Dans ce village, on rappelle le souvenir des pêcheurs morts en mer et une veuve jette à l'eau une couronne funéraire avant que le curé ne bénisse la flotte.

### Fêtes patronales
Chaque paroisse possède son saint patron, dont la fête peut être célébrée par une messe et chômée. Notre-Dame-de-l'Assomption est devenue patronne des Acadiens en 1881 et le 15 août leur fête nationale. Une messe solennelle a alors lieu à l'église, suivie de discours patriotiques et souvent d'un pique-nique, de jeux et d'une danse. Plusieurs communautés font coïncider la fin de leur festival acadien avec le 15 août ; le principal est celui de Caraquet.

### Canicules
Autrefois, de nombreuses personnes étaient persuadées que l'eau était malsaine pour la baignade entre le 22 juillet et le 23 août. Cette période de l'année est celle des corvées, qui donnent lieu à des frolics se terminant par un repas.

### Toussaint
Une tradition de la Toussaint propre à l'Acadie est de jouer des tours la veille, soit le « soir des tours ». Ces tours peuvent consister à cacher des équipements aratoires, des agrès de pêche, des animaux et, en Nouvelle-Écosse et aux îles de la Madeleine, des choux. En fait, le vol de choux n'est pas considéré comme un crime ce soir là et un souper a lieu le lendemain, appelé la bouillie des choux à l'isle Madame. Cette coutume provient des Écossais de la région, qui appellent ce souper Cabbage Night.

### Jour des morts
Trois messes en ornements noirs et des visites au cimetière commémorent cette fête du 2 novembre. Il est courant d'éviter de bûcher du bois ou de labourer pour éviter de faire du mal aux défunts, la croyance voulant qu'ils reviennent sur terre ce jour-là. La criée des âmes est une coutume ayant disparu. Elle consistait à vendre à la criée, sur le perron de l'église, des animaux et des légumes, dont les profits servaient à célébrer des messes pour les défunts.

### Avent
L'avent, ou les avents en français acadien, couvre les quatre semaines avant Noël, une période où l'on s'abstient de festivités ou de mariages. À Chéticamp, on y récite des chapelets de Noël, alors que dans les autres régions l'on récite des chapelets ordinaires et un dernier dans la nuit de Noël. Dans le comté de Kent, c'est plutôt les mille avé qui sont récités. Dans tous les cas, le but est d'obtenir une faveur.

### Noël
Noël est tout d'abord une fête religieuse consistant en une messe de minuit, lors de laquelle est chantée des cantiques et le Minuit, chrétiens. La tradition du réveillon de Noël date du XXe siècle. L'installation d'une crèche devant l'église est toutefois une tradition ancienne, de même que l'aller-retour à l'église en carriole éclairée de fanaux, dont les occupants crient Joyeux Noël et continuent à chanter des cantiques. La coutume de suspendre des bas de Noël ne date que de la fin du XIXe siècle. Au tournant du XXe siècle, les parents commencent à donner des cadeaux aux enfants ; ces cadeaux restent modestes jusqu'aux années 1940. Les enfants ne croient que plus tard au Père Noël mais la croyance que c'est plutôt l'Enfant Jésus qui les emporte perdure. Les décorations intérieures, notamment le sapin de Noël, apparaissent au début du XXe siècle. Une légende qui n'est pas unique à l'Acadie veut que les animaux domestiquent se parlent entre eux à minuit mais que ceux qui iraient les écouter risqueraient de mourir.

## Légendes
Les légendes sont des récits de faits et d'événements possédant souvent une certaine vérité mais amplifiés au fil du temps et souvent augmentées de merveilleux ou de surnaturel. La plupart des légendes acadiennes traitant de personnages surnaturels comme les lutins et les sirènes se perdent mais celles ayant rapport au diable, aux revenants et d'une manière générale à la religion tendent à se maintenir, grâce notamment à la pratique religieuse qui reste importante.

### Animaux
De nombreuses légendes mentionnent des chiens, des chats, des chevaux ou des animaux sauvages, par exemple celle de l'impie chassant un dimanche et qui décide de reprendre la pratique religieuse après avoir vu un chevreuil à visage humain. Il existerait aussi un grand chien noir ou une bête noire à grande queue apparaissant le soir, qui pourrait s'approcher des témoignages de la présence de panthères noires au Nouveau-Brunswick. Le Bœuf à Marek est un animal maléfique évoqué par les pêcheurs de la Péninsule acadienne.

### Chasse-galerie

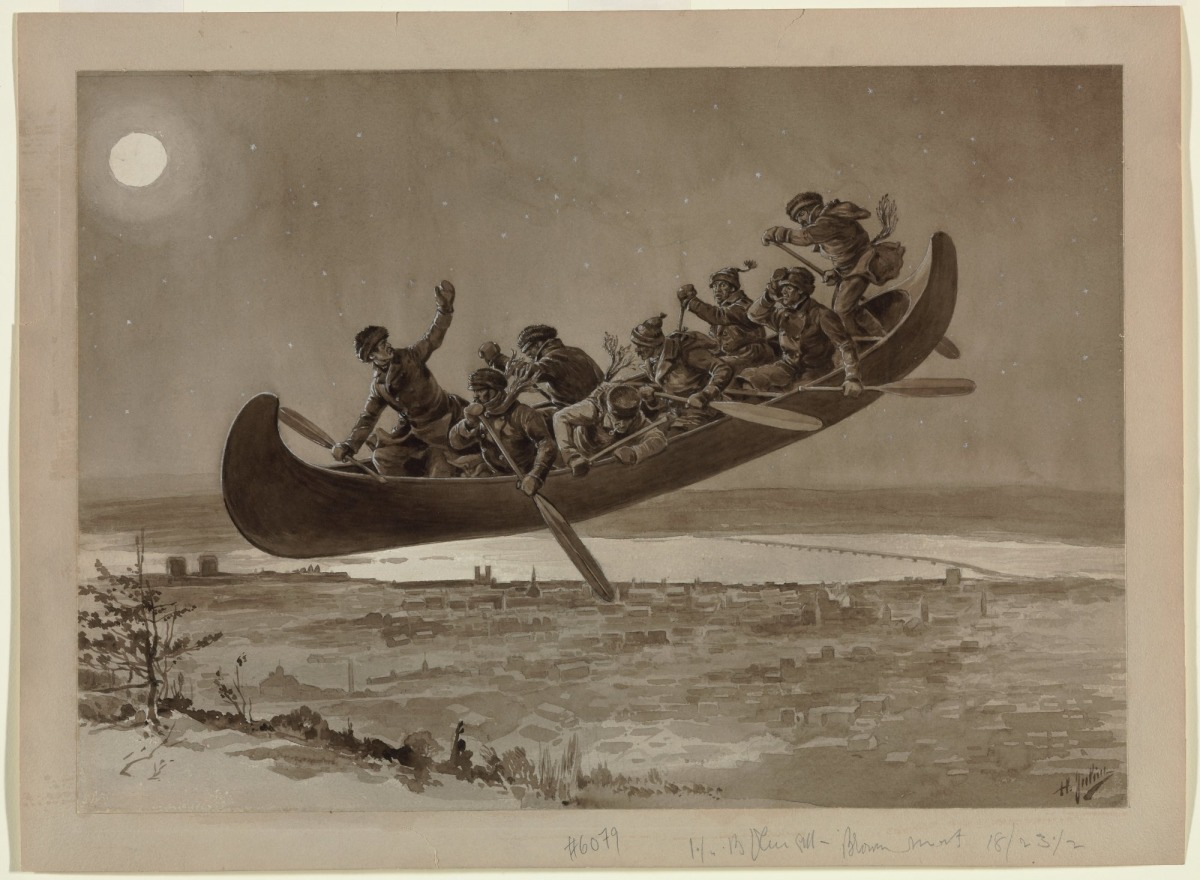
Henri Julien, La Chasse-galerie, 1906, Musée national des beaux-arts du Québec

La pratique de la chasse-galerie permettrait de se transporter dans les airs à grande vitesse, sur des distances très grandes, voir vers d'autres pays, en montant sur un madrier, un billot, une planche ou bien dans une cuve et en prononçant un phrase magique. Une autre version, plus répandue au Québec, met en scène un groupe se déplaçant dans les airs, souvent à bord d'un canot et accompagnés de chants et de vacarmes.

### Diable
Le diable fait l'objet de plusieurs légendes mais n'apparaît que pour emporter les âmes ou les empêcher de se sauver ; il y a par exemple le diable à la danse ou le diable pêcheur. Il serait possible de lui vendre son âme en retour de son aide ; en Nouvelle-Écosse, des soupçons se sont élevés contre des pêcheurs ayant fait de trop long trajets en trop peu de temps avec un équipage réduit. Le diable créerait des obstacles sur le chemin d'un prêtre se rendant au chevet d'un mourant. Il serait aussi responsable du comportement étrange de certaines personnes, une situation nécessitant l'aide d'un prêtre exorciste.

### Feux follets

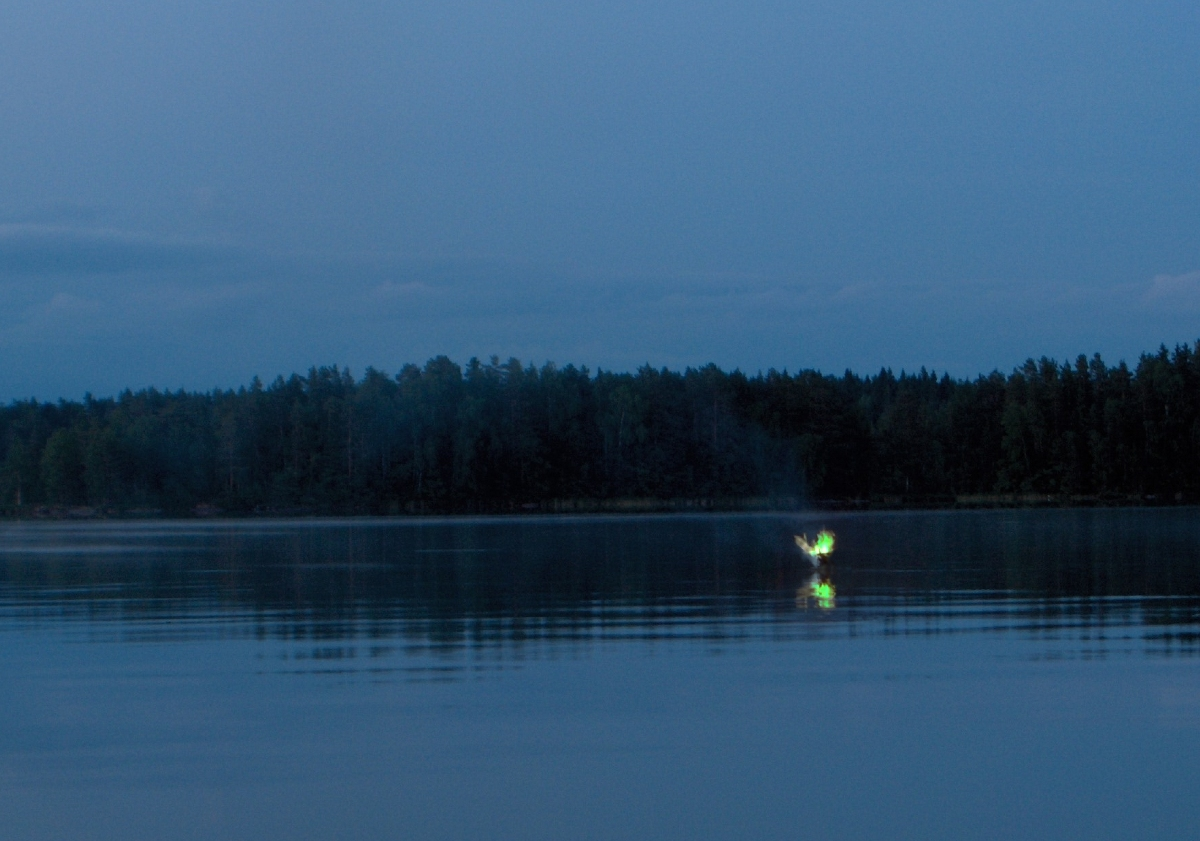
Reconstitution d'un feu follet.

Les feux follets se déplacent la nuit à quelques mètres du sol en général dans les marais et les savanes ; leur but est d'y entraîner les passants à leur perte. Les feux follets tentent d'effrayer leur victime en émettant une sorte de rire moqueur et de les aveugler en passant rapidement devant leurs yeux.

### Loup-garous
Les loup-garous sont des sorciers ou des personnes ordinaires vendues au diable qui se transforment en chien ou en ours la nuit venue. Seul le fait de les blesser pour faire couler leur sang peut les délivrer, sauf à la baie Sainte-Marie, où l'on croit que cela ne fait que les rendre à tout jamais prisonniers de leur état.

### Lutins
La croyance aux lutins est répandue dans toute l'Acadie. Minuscules mais de forme humaine, ces créatures s'intéressent surtout aux chevaux. Ils entrent dans les étables la nuit, se font des étrier avec le crin et font galoper les animaux durant des heures. Ils prennent soin des chevaux, et un cheval « lutiné » est plus gras.

### Maisons hantées
Une maison serait souvent hantée à la suite d'un meurtre ou d'un suicide. Un fantôme peut y apparaître mais ce sont généralement des bruits comme des chaînes, des pleurs et des pas qui sont entendus. Il y a des maisons hantées à la campagne comme en ville ; Catherine Jolicoeur en a recensé 14 à Moncton, et l'un des pavillons de l'Université de Moncton serait hanté par une religieuse morte dans un incendie.

### Personnages extraordinaires
Au XIXe siècle, notamment, les hommes forts sont très respectés et même craints dans le contexte minoritaire des Acadiens et de l'intolérance des anglophones. Ils prennent souvent un caractère rabelaisien, notamment « Gros-Jean » Doiron, de Saint-Anselme, qui était réputé pouvoir tuer un ours à main nu et manger des marmites au complet de viande d'ours.
Il existe quelques autres légendes locales mais elles sont rares. L'une d'entre elles est l'Antécri de la baie Sainte-Marie, inspirée de l'Apocalypse selon saint Jean.

### Présages
Certains signes indiqueraient l'avenir ; ce sont des présages. Par exemple, trouver un fer à cheval ou un trèfle porterait chance ; un corbeau se posant sur un toit annoncerait la mort ; deux travailleurs frappant leur outils l'un contre l'autre continueraient de travailler ensemble pour au moins un an. Les pêcheurs ont leur lot de superstitions : ne jamais porter des mitaines d'une couleur autre que blanc ou gris, ne jamais emporter de cochon à bord ni même prononcer le mot cochon, ne jamais siffler et ne jamais retourner la porte de l'écoutille la tête en bas. Certaines filles croient que manger une galette salée le soir ou installer un miroir sous leur oreiller leur fera rêver à leur futur époux. Ces superstitions trouvent un écho de nos jours, par exemple avec les « numéros chanceux » à la loterie.

### Revenants
Les revenants apparaissent généralement sous la forme d'une figure humaine muette, ou restent invisibles mais font du bruit. L'importance de la religion pourrait expliquer cette croyance ; d'ailleurs, les revenants demandent à coup sûr une prière ou une messe, de réparer des torts ou plutôt de faire amender le comportement de certaines personnes. Les apparitions cessent lorsque la promesse est accomplie.

### Sirènes
Selon Chiasson et al., la sirène est un exemple de légende très ancienne survivant en Acadie. Toutes les régions côtières ont leur version mais il semble qu'aux îles de la Madeleine, des gens auraient entendu des sirènes chanter, les auraient vues et leur auraient parlé.

### Sorciers
Autrefois, les gens ou les animaux au comportement étrange ou encore une transformation inexplicable était attribués aux sorciers, des étrangers mystérieux ou encore des Acadiens marginaux ayant signé un pacte avec le diable pour pouvoir jeter des sorts. Au Nouveau-Brunswick et à l'Île-du-Prince-Édouard, les Amérindiens, surtout les femmes, auraient le pouvoir d'ensorceler ; ce sont des taoueilles. Les sorciers profitent de la crédulité des gens pour leur soutirer des dons. On croit qu'il jettent des sorts en prononçant des formules du Petit Albert, la bible du diable, dont les prêtres tenteraient de brûler tous les exemplaires. Les antisorciers pourraient en fait désensorceler et enlever les sorts, soit au moyen d'une formule magique, soit en faisant bouillir dans un chaudron de l'eau, des aiguilles et quelque chose appartenant à la personne ou l'animal affecté, par exemple ses cheveux.

### Trésors
Il y a probablement de véritables trésors enfouis en Acadie mais la plupart des légendes y ajoutent des éléments fabuleux. En général, ce sont des pirates qui auraient décapité un membre de l'équipage pour l'enterrer avec le trésor afin qu'il en devienne le gardien, ou sinon le trésor aurait été voué au diable, qui devrait ainsi le garder. Un trésor ne pourrait être déterré qu'à minuit et sans prononcer le moindre mot sinon il se volatiliserait ou changerait de place. Son gardien ne peut en fait pas blesser les chasseurs de trésors mais peut produire des images effrayantes, des bruits de chaînes, des hurlements ou des odeurs insupportables. La plupart des légendes se terminent en fait pas la fuite des chercheurs.

### Vaisseau fantôme
Le vaisseau fantôme est la légende acadienne la plus commue. Celui-ci, un grand voilier, apparaîtrait souvent en feu, avec les marins courant sur le pont et montant dans les haubans. La plupart des versions expliquent le phénomène par un « navire forban qui aurait été puni pour ses crimes et condamné ainsi à réapparaître en flammes comme preuve de son châtiment exemplaire ». Il est surtout observé au bord du détroit de Northumberland et dans la baie des Chaleurs, où on le nomme le « feu du mauvais temps » . Dans cette baie, son apparition annoncerait en effet une tempête.

## Littérature orale, musique et danse
,
,
,

Les chansons du début du XXe siècle témoignent de l'éveil à la culture.